# Ancistrocerus camicrus
Ancistrocerus camicrus är en stekelart som först beskrevs av Cameron.  Ancistrocerus camicrus ingår i släktet murargetingar, och familjen Eumenidae. Inga underarter finns listade i Catalogue of Life.